# Kid Cudi
Kid Cudi (soms geschreven als KiD CuDi), artiestennaam van Scott Ramon Seguro Mescudi (Cleveland (Ohio), 30 januari 1984), is een Amerikaanse hiphopartiest. Hij brak in 2009 wereldwijd door met het nummer Day 'n' Nite, afkomstig van zijn dat jaar verschenen debuutalbum.

## Biografie
Kid Cudi werd geboren in Cleveland (Ohio). Zijn vader, een Mexicaan, was huisschilder en piloot in de Tweede Wereldoorlog. Zijn moeder, een Afrikaans-Amerikaanse, was een koorlerares op een middelbare school. Toen hij elf was overleed zijn vader aan kanker, wat een diepe indruk op hem heeft gemaakt. Dit is ook een van de inspiratiebronnen geweest voor zijn muziek. Hij behaalde zijn GED aan de Solon High School en studeerde daarna film aan de Universiteit van Toledo, waarmee hij na twee jaar stopte. Hij begon zich te concentreren op een muziekcarrière en vertrok naar New York, waar hij onderdak kreeg bij een oom.
In 2009 boekte Kid Cudi zijn eerste grote succes met de single Day 'n' Nite. Een door Crookers gemaakte remix van dit nummer zette hem internationaal op de kaart. Het werd een grote hit in verschillende landen, waaronder in Nederland en Vlaanderen. In 2010 maakte hij samen met David Guetta de single Memories, die eveneens een succes werd.
In zijn carrière werkte Kid Cudi meerdere malen samen met Kanye West. In 2018 brachten zij een gezamenlijk album uit, getiteld Kids See Ghosts.

## Filmografie
- Don't Look Up - DJ Chello (2021)
- Parachute - Justin (2023)
- Knuckles - Agent Mason (2024)
- Trap - The Thinker (2024)
- Happy Gilmore 2 - FBI agent (2025)

## Discografie

### Albums
Studioalbums
- Man on the Moon: The End of Day (2009)
- Man on the Moon II: The Legend of Mr. Rager (2010)
- Wzrd (2012)
- Indicud (2013)
- Satellite Flight: The Journey to Mother moon (2014)
- Speedin' Bullet 2 Heaven (2015)
- Passion, Pain & Demon Slayin' (2016)
- Man on the Moon III: The Chosen (2020)
- INSANO (2024)

Samenwerkingen
- The Almighty Glory US (met Chip tha Ripper)[2]
- Kids See Ghosts (2018) (met Kanye West)

Mixtapes
- A Kid Named Cudi (2008)

| Album met eventuele hitnotering(en) in de Nederlandse Album Top 100 | Datum van verschijnen | Datum van binnenkomst | Hoogste positie | Aantal weken | Opmerkingen    |
| ------------------------------------------------------------------- | --------------------- | --------------------- | --------------- | ------------ | -------------- |
| Kids See Ghosts                                                     | 08-06-2018            | 16-06-2018            | 5               | 4            | met Kanye West |

| Album met hitnotering(en) in de Vlaamse Ultratop 200 albums | Datum van verschijnen | Datum van binnenkomst | Hoogste positie | Aantal weken | Opmerkingen    |
| ----------------------------------------------------------- | --------------------- | --------------------- | --------------- | ------------ | -------------- |
| Indicud                                                     | 2013                  | 27-04-2013            | 93              | 1            |                |
| Satellite flight: The journey to mother moon                | 2014                  | 08-03-2014            | 132             | 1            |                |
| Kids See Ghosts                                             | 2018                  | 16-06-2018            | 14              | 14           | met Kanye West |

### Singles
| Single met eventuele hitnotering(en) in de Nederlandse Top 40 | Datum van verschijnen | Datum van binnenkomst | Hoogste positie | Aantal weken | Opmerkingen                                      |
| ------------------------------------------------------------- | --------------------- | --------------------- | --------------- | ------------ | ------------------------------------------------ |
| Day 'n' Nite                                                  | 2008                  | 10-01-2009            | 4               | 11           | met Crookers / Nr. 4 in de Single Top 100        |
| Memories                                                      | 2010                  | 13-02-2010            | 4               | 24           | met David Guetta / Nr. 3 in de Single Top 100    |
| Pursuit of happiness                                          | 2012                  | -                     |                 |              | met MGMT & Ratatat / Nr. 49 in de Single Top 100 |
| Father stretch my hands part 1                                | 2016                  | -                     |                 |              | met Kanye West / Nr. 97 in de Single Top 100     |
| The Scotts                                                    | 2020                  | 02-05-2020            | tip6            | -            | met Travis Scott                                 |
| Memories 2021                                                 | 2021                  | 30-01-2021            | tip2            | -            | met David Guetta                                 |
| Just look up                                                  | 2021                  | 04-12-2021            | tip26*          |              | met Ariana Grande                                |

| Single met hitnotering(en) in de Vlaamse Ultratop 50 | Datum van verschijnen | Datum van binnenkomst | Hoogste positie | Aantal weken | Opmerkingen              |
| ---------------------------------------------------- | --------------------- | --------------------- | --------------- | ------------ | ------------------------ |
| Day 'n' Nite                                         | 2008                  | 03-01-2009            | 2               | 21           | met Crookers             |
| Make her say                                         | 2009                  | 18-07-2009            | tip18           | -            | met Kanye West en Common |
| She came along                                       | 2009                  | 05-09-2009            | tip5            | -            | met Sharam               |
| Pursuit of happiness                                 | 2009                  | 14-11-2009            | tip18           | -            | met MGMT & Ratatat       |
| Memories                                             | 2010                  | 30-01-2010            | 2               | 24           | met David Guetta / Goud  |
| All of the lights                                    | 2011                  | 26-03-2011            | 27              | 10           | met Kanye West & Rihanna |
| Pursuit of happiness                                 | 2012                  | 11-08-2012            | 9               | 22           | met MGMT & Ratatat       |
| Reborn                                               | 2018                  | 16-06-2018            | tip             | -            | met Kanye West           |

- Bibsys: 11017476
- Biblioteca Nacional de España: XX5704910
- Bibliothèque nationale de France: cb16034000k (data)
- Catàleg d'autoritats de noms i títols de Catalunya: 981058609971906706
- Gemeinsame Normdatei: 139180532
- International Standard Name Identifier: 0000 0003 6853 7317
- Library of Congress Control Number: no2009125239
- MusicBrainz: e0e1db18-f7ba-4dee-95ff-7ae8cf545460
- Nationale Bibliotheek van Tsjechië: xx0129812
- Nederlandse Thesaurus van Auteursnamen: 392498758
- Système universitaire de documentation: 157703835
- Virtual International Authority File: 12145970053032250740